# 西出和彦
西出 和彦（にしで かずひこ、1953年 - 2022年3月19日）は、日本の建築学者。専門は建築計画学。人間の心理や行動に基づく環境デザイン理論を専門に研究。
基盤研究Aとして採択された複数の研究課題で代表者を務めた。

## 経歴
- 1953年 - 埼玉県に生まれる[2]
- 1972年 - 開成高等学校卒業[5]
- 1976年 - 東京大学工学部建築学科卒業[2]
- 1981年 - 東京大学大学院博士課程単位取得退学、東京大学工学部建築学科助手[2]
- 1988年 - 千葉工業大学工業デザイン学科専任講師[2]
- 1992年 - 千葉工業大学工業デザイン学科助教授[2]
- 1998年 - 東京大学大学院工学系研究科建築学専攻 助教授[2]
- 2007年 - 東京大学大学院工学系研究科建築学専攻 教授
- 2019年 - 東京大学名誉教授
- 2022年 - 逝去